# John Woolley and Just Born
John Woolley and Just Born is een Belgische popgroep uit Aalst. De groep werd opgericht in 1968 en ontbonden in 1974, maar terug actief sinds oktober 2012.
Hun hitsingle Ruby Baby is een moderne bewerking van een compositie van Jerry Leiber & Mike Stoller.
Na 13 weken in de Belgische hitparade volgden snel You're Lying, opgenomen in de Londense studio Spot Production, 9 weken in de Belgische Top 30. Later volgden de singles Moving en Chimbombay.
De singles kwamen uit op verscheidene labels in België, Frankrijk, Nederland, Engeland, Duitsland, Spanje, Portugal, Italië, Zweden, Zuid-Afrika en Canada. Notities in de Franse hitparade leverden de meeste optredens in Frankrijk voor deze groep.
Hierna splitte de groep en enkel de gitarist Luc bleef tot in 1986 in het professionele muziekcircuit als eigenaar van verscheidene opnamestudio's (Just Born Production, Dig-it en Harry's / Rainbow Studio's).

## Leden
- John Woolley, zanger, gitaar, mondharmonica
- Jef "Jeff Stone" van den Steen, leadgitaar
- Luc Ardyns, ritme gitaar
- Willy "Swanny" van de Velde †, basgitaar
- Jean-Pierre "De Champy" Germanus †, drums (Ruby Baby, You're Lying)
- Willy Marckx †, drums (Moving, Chimbombay)

## Geschiedenis
Luc Ardyns (ritmegitaar), Jean-Pierre Germanus (drums) en Willy van de Velde (bas) kwamen uit de lokale coverband The Spiders. Toen deze groep ophield te bestaan werd er gezocht naar een nieuwe zanger en sologitarist. Jean-Pierre Germanus had goede contacten met een andere band Sylvester & C° en hieruit kwamen Jef van den Steen (leadgitaar) en John Woolley (zang). De samensmelting van deze twee groepen was in 1968. De zanger John Woolley was afkomstig uit Leeds. De backing band, met krachtige beat, nam de benaming Just Born aan.
Door hun succes in het lokale circuit werden zij in 1969 opgemerkt door producer Albert Van Hoogten van Ronnex Records. De eerste opname werd gepland in studio DES te Brussel met aan de mengtafel  Dan Lacksman, later onder andere bekend als lid van de electro-pop band Telex.
Het duurde nog tot 1970 alvorens Ruby Baby in de platenwinkels kwam en de hitparades binnenkwam. Het nummer stond 13 weken in de Belgische BRT Top 30. Een volledig nieuwe geluidsinstallatie van het merk Faylon werd aangeschaft, en contracten uit de omringende landen liepen binnen. De platenfirma plande nieuwe opnamen in Londen, Engeland. Op enkele dagen tijd werden vier nummers opgenomen.
Van deze opnamen werd You’re Lying in 1971 uitgebracht. Dit nummer werd in Frankrijk beter onthaald dan in België, waar het negen weken in de BRT Top 30 stond. De groep toerde maanden rond in Noord-Frankrijk en liet België links liggen, zelfs oude bestaande contracten werden geannuleerd of vergoed om ze niet te moeten uitvoeren wegens dubbele buitenlandse boekingen.
De derde single Moving werd minder enthousiast ontvangen doordat de groep meer in het buitenland werkte dan op eigen terrein. De single stond dan ook maar zes weken in de BRT Top 30.
Ronnex Records plande een LP op te nemen en huurde hiervoor de 8-sporenopnamestudio Katy van Marc Aryan in Ohain af. Op dat moment verliet Jean-Pierre (drums) de groep. Hij werd vervangen door Willy Marckx, van de gesplitte The Layabouts. Met deze samenstelling werden heel wat nummers opgenomen, doch deze werden nooit uitgebracht.
In 1972 werd nog snel Chimbombay opgenomen in de Reward Studio te Schelle, maar het verwachte succes kwam er niet. John Woolley, de zanger, verliet de groep in 1973.
Just Born vond geen vervanger; een lokale zangeres werd aangenomen, maar deze voldeed niet. Hierop verliet Luc Ardyns de groep. Hij had intussen een eigen professionele 24-spoorsopnamestudio Dig-it, welke later Harry’s opnamestudio's in Heist-op-den-Berg werd. Dit betekende de doodsteek voor de groep.

### Jaren 2000

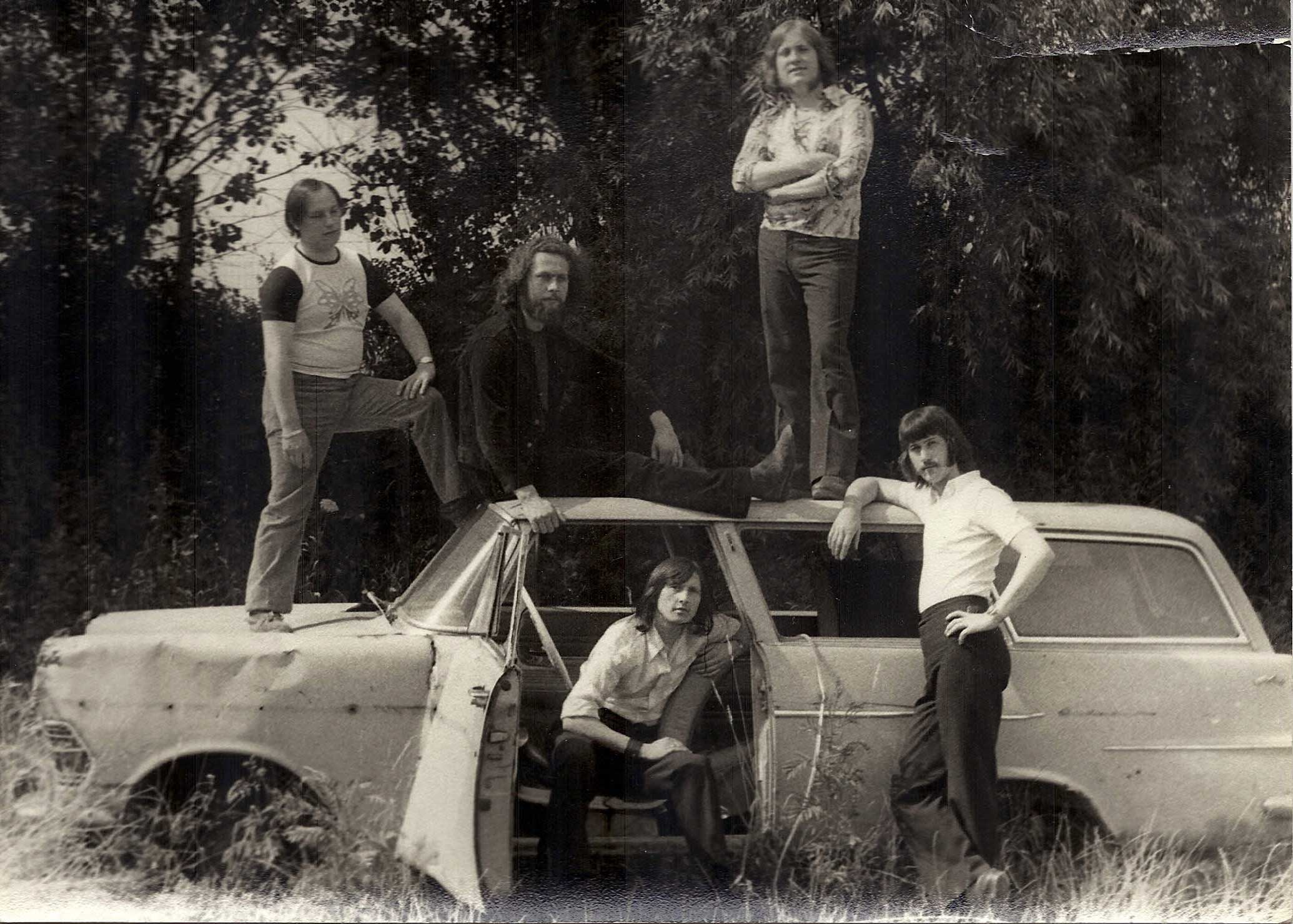

John Woolley and Just Born traden sinds oktober 2012 terug sporadisch op, maar in juni 2024 werd de band definitief ontbonden. Jef van den Steen is intussen gekend als auteur van verscheidene boeken over bieren en zijn brouwerij (Brouwerij De Glazen Toren). Luc Ardyns heeft zijn opnamestudio’s (Dig-it) verkocht en is importeur van satelliet apparatuur.
Willy "Swanny" van de Velde (bas) is overleden.
Jean-Pierre "De Champy" Germanus, drums (Ruby Baby, You're Lying) is overleden op 19.02.2020
Willy Markx (drums op alle andere singles) is overleden op 30.10.2020

## Singles
- Ruby Baby / Make Love not War (Ronnex 1422)
- You're Lying / Look and You will Find (Ronnex 1428)
- Moving / Times They Flew Away (Ronnex 1433)
- Chimbombay / Green Marmelade (Ronnex 1439)